# Risale-i Nur
Die Schrift Risale-i Nur („Botschaft des Lichts“) ist eine Sammlung von Abhandlungen des kurdisch-islamischen Denker und Gelehrten Said Nursî. Sie ist eine Zusammenstellung aus ursprünglich 130 Schriften und umfasst 14 Bände mit über 6000 Seiten. Die Sammlung wird oft als Korankommentar bezeichnet, tatsächlich trifft diese Bezeichnung allerdings nur auf den Band İşaratü'l-İ'caz, Mesnev i Nuriye, Sözler(Die Worte), Mektubat(Briefe), Lema'lar(Blitze), Şualar zu.

## Entstehung
1927 wurde Said Nursî in das Dorf Barla in der türkischen Provinz Isparta verbannt. Er lebte in einem Holzhaus und zog sich oft tagelang in die Berge zurück, um zu reflektieren. Dort entstanden seine Schriften, die er zum Teil einer Reihe von Schülern diktierte. Die Mitschriften wurden von Hand in osmanischer Schrift vervielfältigt und überall in Anatolien verteilt.

## Einführung
Said Nursî fasst die Ziele der Risale-i Nur in zwei Punkten zusammen:
1. Die Bewahrung des Menschen und der Gesellschaft vor dem Verfall in den Atheismus und Materialismus. Das Erlangen der ewigen Glückseligkeit im Jenseits, dessen Voraussetzung der aufrichtige Glaube und gute, tugendhafte Taten sind (← Beitrag der Risale-i Nur bezüglich des Jenseits).
2. Das friedliche Zusammenleben aller Menschen und die Bewahrung der Menschheit von jeglichem Unheil, sei es Krieg, Terrorismus, Anarchie etc. Der Beitrag der Risale-i Nur hinsichtlich des zweiten Punktes ergibt sich aus dem wahrhaftigen Glauben, welche die Risale-i Nur lehrt und der Aufklärung und der Erziehung der Frömmigkeit, der Tugendhaftigkeit, das Denken an das Gemeinwohl (← Beitrag der Risale-i Nur bezüglich des weltlichen Lebens).

## Weltanschauung
Das Hauptziel der Risale-i Nur bestand in der Erörterung und Erläuterung aller Glaubenswahrheiten. Said Nursî fasst den Sinn dieser Welt in den folgenden Punkten zusammen:
1. Der Kosmos, die Erde ist eine Schule, in der Gottes Namen, Eigenschaften und Taten unterrichtet werden. Die Welt ist Gottes Gasthaus, in welchem seine Gaben freigebig gekostet werden, ein großes Buch, das ihn vorstellt, eine Ausstellung, in der er seine Kunstwerke zeigt.
2. Die Welt ist ein Acker, auf dem Tugenden, Wohltaten und Gottesdienste verrichtet werden, die im Jenseits geerntet werden sollen.

Die Risale-i Nur sieht in Glauben und Wissenschaft Einklang und Harmonie. Die Wissenschaft erzählt, forscht und beschreibt das Weltall, die Sterne, die Erde, die Blumen und alles Seiende. Sowohl die Naturwissenschaften als auch die Geisteswissenschaften führen den Menschen durch die großartige Ausstellung Gottes und interpretieren das große Buch des Kosmos. Sie erzählen detailliert über die Kunstwerke des Schöpfers, wie Pflanzen und Tiere, Berge und Meere, Körper und Seele des Menschen. In dieser Hinsicht dienen alle Wissenschaften dem oben genannten ersten Aspekt.
In Deutschland werden die Risale-i Nur Schüler vom Dachverband „European Risale-i Nur Association“ vertreten.

## Zitate
- „Die Wissenschaft von der Religion ist das Licht des Gewissens. Die Naturwissenschaft spiegelt das Licht der Vernunft wider. Die Wahrheit wird offenbar durch die Vereinigung der beiden. Wenn sie getrennt sind, kommt es zu Fanatismus in der Religion. Und es entstehen Fehlschlüsse und Skeptizismus in der Wissenschaft.“ (Münazarat)
- „Es gibt kein Dorf ohne einen Bürgermeister, keine Nadel ohne ihren Meister; sie kann nicht ohne einen Besitzer sein. Es gibt keinen Buchstaben ohne seinen Schreiber; das weißt du. Wie wäre es also möglich, dass dieses so wohlgeordnete Land ohne einen Herrscher wäre? Woher sollte all der Reichtum an kunst- und wertvollen Gütern kommen, so, als käme jede Stunde ein Zug aus dem Unsichtbaren?“ (10. Wort)
- „Der islamische Glaube weist auf Einheit des Schöpfers, Einheitsglaube weist auf Ergebenheit zu Allah, Ergebenheit führt zu Vertrauen (auf Allah/Gott). Und dies führt zum Glück der zwei Welten (des Diesseits und des Jenseits).“ (23. Wort)
- „Das Ding, das die Naturalisten »Natur« nennen und das nur in ihrer Vorstellung, aber nicht in der Realität existiert, kann bestenfalls und wenn es eine äußerliche Realität besitzt, nur ein Kunstwerk, aber kein Künstler sein. Es ist eine Dekoration, aber nicht der Dekorateur. Es ist ein Rechtsspruch, aber kein Richter. Es ist ein Naturgesetz, aber nicht der Gesetzgeber. Es ist ein erschaffenes Ehrenkleid, aber nicht der Schöpfer. Es ist ein reagierendes Objekt und kein agierendes Subjekt. Es ist ein Kodex von Gesetzen, nicht seine durchführende Instanz. Es verfügt selbst über keine Macht. Es ist eine Lineatur und nicht das Lineal... .“ (23. Kapitel, Fassetten des Lichts)
- „Wenn du hassen möchtest, dann hasse den Hass in deinem Herzen und bemühe dich, ihn auszumerzen. Und überdies richte deinen Hass gegen deine eigensinnige Seele, gegen deine leidenschaftliche Seele, die dir den meisten Schaden verursacht, und bemühe dich, sie zu veredeln.“ (22. Brief)
- „Gibt es eine Möglichkeit, den Tod zu töten, sodass nun der Verfall der Welt entfällt, menschliche Schwäche und Armseligkeit aufgehoben und die Pforte des Grabes verschlossen werden, dann sage es mir; ich höre. Wenn nicht, dann schweig!... In der großen Moschee des Kosmos erklärt der Qur’an den Kosmos. Lauschen wir ihm! Lassen wir uns von seinem Licht erleuchten! Handeln wir nach seiner Rechtleitung. Er sei unser immer währendes Gebet! In der Tat ist er das Wort und als solches wird er bezeichnet. Er ist die Wahrheit. Er spricht die Wahrheit. Er zeigt die Tatsachen auf und strahlt das Licht seiner Weisheit aus... .“ (7. Wort)
- „Islam ist wie die Sonne. Durch nichts lässt sie sich löschen. Er ist wie der Tag. Durch Verschließen der Augen schafft man nur für sich selbst Nacht.“ (Münazarat)
- „Oh du meine selbstsüchtige Seele! Oh du mein weltanbetender Freund! Liebe ist der Anlass für die Existenz dieses Kosmos. Zudem ist sie das Band dieses Kosmos. Ferner ist sie das Licht dieses Kosmos, und sie ist sein Leben. Da der Mensch die vielseitigste Frucht dieses Kosmos ist, ist die Liebe, die den ganzen Kosmos umhüllen kann, in sein Herz, das der Kern dieser Frucht ist, hineingelegt. Eine solche grenzenlose Liebe kann nur derjenige verdienen, der grenzenlose Vollkommenheit besitzt.“ (24. Wort)
- „Scheria, der Weg der Religion, besteht zu 99 % aus Ethik, Gebet, Jenseits und Tugendhaftigkeit. Nur 1 % ist Rechtsordnung. Und dieses ist die Sache des Staates.“ (Divan-ı Harb-i Örfî)
- „Der Tod ist keine Hinrichtung, er ist nicht das Nichts, kein Verwehen und Vergehen, kein Ende, keine ewige Trennung, keine völlige Leere, kein Zufall, kein Abbruch ohne einen, der wieder aufbaut, im Gegenteil: er ist eine Entlassung durch einen allweisen und allbarmherzigen Schaffer, ein Platzwechsel. Er ist ein Transport zur ewigen Glückseligkeit, zu Eurer eigentlichen Heimat. Er ist ein Tor, (hinter dem die Menschen) zusammenkommen, um (hinüberzugehen) in die Welt des Zwischenreiches, ein Versammlungsort für neunundneunzig Prozent Eurer Freunde.“ (20. Brief)

## Deutschsprachige Risale-i Nur Werke
- Beduizzaman Said Nursi. Kleine Briefe zu großen Geheimnissen des Korans. (Hrsg. Abdullah Kulac, Arhan Kardas und Wilhelm Willeke), Define Verlag, Frankfurt am Main 2016. ISBN 978-3-946463-02-3.
- Beduizzaman Said Nursi. Kleine Worte: zu großen Geheimnissen des Seins, des Menschen und des Glaubens. (Hrsg. Dr. Arhan Kardas, Maximilian Friedler, Lenius Hirschberger), Define Verlag, Berlin 2021. ISBN 978-3-946871-38-5